# Alain Léger
Alain Léger, né le 25 mai 1946 à Vendôme, est un homme politique français, ancien membre du PCF.

## Biographie
Il fait ses études au lycée Monge de Charleville-Mézières, puis à l'école d'éducateurs spécialisés de Reims, puis à l'école nationale de la santé de Rennes.
Éducateur dans les années 1970, très investi dans l'Education populaire, notamment au sein des Centres d'entrainement aux méthodes d'éducation active (CEMEA), membre du parti communiste depuis 1973, il entre au conseil municipal de Charleville-Mézières, à l'occasion des élections municipales de 1977. Ces élections sont marquées dans les Ardennes par un changement d'alliance du parti socialiste qui traditionnellement s'associe avec le centre, et qui pour ces élections, en conformité avec la politique nationale de cette formation, a constitué une liste d'Union de la gauche. Le maire est le socialiste Jean Delautre, qui succède à André Lebon, maire pendant 28 ans, à l'origine de la fusion de Charleville et de Mézières en 1966.
Alain Léger devient maire adjoint de la cité ardennaise, chargé notamment des affaires culturelles.
Lors de la venue du premier ministre Raymond Barre à Charleville-Mézières en août 1977, quelques mois après les municipales, il dénonce ce passage comme « une opération poudre aux yeux », et d'ajouter  : « Depuis la mise en place du plan Barre en septembre 1976, 14 usines ont fermé leurs portes dans le département des Ardennes, 45 ont été touchées par le chômage et 1 820 licenciements ont été autorisés. » La question de l'emploi est en effet dès cette période une préoccupation essentielle dans le département, dont le secteur industriel (industrie métallurgique et industrie textile vieillissantes) souffrent. 5,5 % de la population active du département recherche un emploi, pour une moyenne nationale  de 4,6 %. Parmi ces demandeurs, 68 % sont des jeunes de moins de 25 ans alors que la moyenne nationale est de 45 %.
La présence de communistes dans la municipalité de Charleville-Mézières engendre des relations difficiles au sein du conseil  à la faveur de l'augmentation considérée comme exagérée des impôts locaux . Le vote négatif des élus communistes conduit le maire socialiste à la suspension, pendant un an,  des délégations confiées à ses adjoints du PCF, ce qui est mal compris par les électeurs locaux de gauche. Comme adjoint, il a présenté au conseil municipal et à la presse, dix axes de développement de la vie culturelle pour Charleville Mézières ( Musée Rimbaud, place Ducale, conservatoire, institut de la marionnette, etc.)
Il est élu également conseiller général du canton de Mézières-Centre-Ouest. Puis il est élu député des Ardennes aux élections législatives de 1978. À droite le député gaulliste Lucien Meunier, en place depuis plusieurs législatures, ne se représentait pas et c'est un autre gaulliste et syndicaliste agricole de la FNSEA, Hilaire Flandre qui avait été retenu mais qui est battu. À gauche, Alain Léger supplante le socialiste Roger Mas et figure parmi les plus jeunes élus sur le plan national. 
Alain Léger intervient à plusieurs reprises à l'Assemblée nationale, notamment sur des sujets sociaux et de santé ,,. Il est rapporteur pour avis du budget de la Sécurité sociale au sein de la commission des Affaires sociales. Il s'emporte curieusement en mars 1981, dans une question écrite au gouvernement, contre un disque de la chanteuse Nina Hagen, Unbehagen, dont un titre ferait selon lui l'apologie de la drogue, ce qui lui vaut un commentaire moqueur de la revue Le Monde de la musique. Il présente au ministre de la culture un mémorandum concernant l'institut international de la marionnette afin d'en assurer son développement.Il participe à de nombreuses actions en faveur de la paix et du désarmement en France et en Allemagne.
Il se représente en 1981, mais ces élections législatives qui suivent l'élection présidentielle de la même année se traduisent par un raz-de-marée socialiste. Devancé à gauche, il se désiste au second tour pour le candidat socialiste, Roger Mas qui est devenu entretemps le maire de Charleville-Mézières, à la suite du décès de Jean Delautre en 1980.
En juillet 1981, il devient conseiller technique du ministre de la santé,  Jack Ralite. Il est responsable des problèmes de prévention et de protection sociale et des relations avec les autres ministères.
Il revient en 1983 à Charleville-Mézières comme directeur de services.
En 1985, il revient en région parisienne et prend la responsabilité du secrétariat général de l' Union des Mutuelles d'Ile de France.
En 1987, il est nommé directeur de la Fédération des Mutuelles de France et participe activement au développement du réseau des œuvres sanitaires du mouvement mutualiste.
En 1992, il quitte le parti communiste. Investi dans la vie associative sur Montreuil, il est cofondateur avec l'ancien député de la circonscription Louis Odru, du Comité des citoyens qu'il préside jusqu'en 2001.